# Policijska akademija 4
Policijska akademija 4 (polni naslov Policijska akademija 4: Meščani na straži, izvirno angleško Police Academy 4: Citizens on Patrol) je ameriška komedija iz leta 1987, ki jo je režiral Jim Drake. Gre za četrti del franšize Policijska akademija in nadaljevanje filma Policijska akademija 3.
Skupini diplomantov Policijske akademije dodelijo nalogo, naj usposobijo skupino na novo zaposlenih civilnih policistov. Prvotna igralska zasedba Policijske akademije je ponovno odigrala svoje vloge v filmu. Stotnik Harris, ki je bil prisoten le v prvem delu, se je ponovno vrnil kot glavni antagonist v filmu. V drugem in tretjem delu je bil v tej vlogi predstavljen stotnik Mauser, ki ga je igral Art Metrano, vendar je ta zaprosil za zamenjavo po tretjem filmu. Gre za zadnji film iz serije, v katerem Steve Guttenberg nastopi kot Carey Mahoney. Svoj debi v celovečernem filmu je dočakal mladi David Spade, kot njegov dvojnik v prizoru rolkanja pa je na kratko nastopil profesionalni rolkar Tony Hawk. Kljub komercialnemu uspehu so filmski kritiki podali negativna mnenja.

## Zgodba
Poveljnik Eric Lassard ugotovi, da je policija preobremenjena in nima dovolj osebja, zato dobi idejo, da bi zaposlil civilne prostovoljce, ki bi delali z ramo ob rami z njegovimi diplomanti v programu, imenovanem ''Meščani na straži'' (COP – iz angleškega izraza Citizens On Patrol).
Carey Mahoney in njegovi prijatelji Moses Hightower, Larvell Jones, Eugene Tackleberry, Zed, Sweetchuck, Laverne Hooks in Debbie Callahan so zadolženi za urjenje civilistov. Med civilisti so tudi orjak Tommy ''House'' Conklin (ki ga je Hightower nekoč čuval kot otroka), navdušena upokojenka Lois Feldman, Tackleberryjev tast in rolkarja prestopnika Kyle in Arnie. Slednja je ujel stotnik Harris, vendar je tik pred obsodbo Mahoney nagovoril sodnika, naj jima naloži kot alternativno kazen sodelovanje v programu COP. Sodnik se je s tem strinjal, fantoma pa se je v programu pridružil njun odvetnik Butterworth.
Ker verjame, da je koncept državljanov, ki opravljajo policijsko delo, trapast, je Harris odločen, da bo naredil vse, da program COP propade, s čimer bi dobil priložnost, da prevzame Lassardovo delo na akademiji. Ko Lassard odpotuje na čezmorsko konferenco, sta na čelo akademije postavljena Harris in njegova desna roka poročnik Proctor. Harris naredi načrt, kako bi prostovoljce iz programa COP prisilil k odpovedi in delo policije prepustil policistom.
Prostovoljci se na usposabljanju dobro znajdejo. Gospa Feldman je odlična v streljanju s Tackleberryjevo pištolo .44 Magnum, kar pripomore, da postaneta prijatelja (ob tem Feldmanova Tackleberryja spominja na njegovo mamo). Na usposabljanju za varnost v vodi in reševanje utopljencev Zed reši kadeta, vendar ob tem izgubi svojo uro z likom Mikija Miške, ki predstavlja zadnjo stvar, ki jo je ukradel, preden se je pridružil akademiji. Vendar pa se zagleda v novinarko in fotografinjo Lauro, ki si je prišla ogledat Lassardov COP program in se tudi sama zagleda v Zeda. Na njuno žalost pa trenutek pokvari Harris, ki oba užali in s tem podžge Zeda, da Harrisov dezodorant Right Guard zamenja s snovjo, ki mu ožge pazduhe. Kljub takim in drugačnim potegavščinam je Harris še vedno odločen, da bo program COP propadel.
Jones izve, da so prostovoljci House, Kyle in Arnie pripravljeni iti na teren in aretirati kriminalce, zato se z Mahoneyjem, Hightowerjem in Tackleberryjem odločijo, da se bodo pošalili z njimi, zato jih zaprejo v kombi za prevoz zapornikov s Hightowerjem, ki se pretvarja, da prakticira vudu in oživi svojega ''mrtvega'' brata (Tackleberryja), ki je manijak v stilu Jasona Voorheesa z motorno žago. S tem želijo doseči, da bi se resneje lotili treninga. Kasneje Harris ponovno kriči na Zeda in ga označi za sramoto, vendar ga zatem potolaži Laura in mu da vedeti, da je zanjo popoln.
Potem ko prostovoljci programa COP pomotoma preprečijo tajno policijsko akcijo, je program na Harrisovo veliko veselje prekinjen. Mahoney verjame, da je to storil namenoma, da bi ukinil program, zato mu jo zagode tako, da mu na ustnik megafona nanese močno lepilo, zaradi česar se ta Harrisu prilepi na ustnice. Nekaj časa pozneje Harris nekaterim uglednim državljanom predstavlja svoje okrožje. Zaporniki okrožja 19 prelisičijo Proctorja, da jih izpusti, vključno z ekipo nindž in Randallom Cobbom - ''Texom''. Kriminalci ujamejo Harrisa in njegove goste in pobegnejo na ulico, ob tem pa naletijo na gospo Feldman, ki nemudoma obvesti Lassardovo akademijo.
Ko Lassardovi policisti izvejo za beg iz zapora, so prostovoljci programa COP poslani na teren z njimi, da ujamejo pobegle zapornike. Po zaustavitvi ropa in hitrem lovu z baloni kmalu vse ujamejo. Medtem House, Kyle, Arnie in Butterworth rešijo Harrisa in Proctorja pred utopitvijo v reki po njunem neuspešnem poskusu sodelovanja v akciji. Zed naredi vtis na svojo punco Lauro s tem, da reši življenje Sweetchucku po njunem padcu iz letala. Več policijskih načelnikov, ki so bili priča prostovoljcem Lassardovega programa v akciji, na Harrisovo veliko razočaranje Lassardu čestita in pohvali program in njegove policiste.

## Igralska zasedba

### Osebje akademije
- Steve Guttenberg kot narednik Carey Mahoney
- Bubba Smith kot narednik Moses Hightower
- Michael Winslow kot narednik Larvell Jones
- David Graf kot narednik Eugene Tackleberry
- Tim Kazurinsky kot policist Carl Sweetchuck
- Leslie Easterbrook kot poročnica Debbie Callahan
- Marion Ramsey kot narednica Laverne Hooks
- Brian Tochi kot oficir Tomoko ''Elvis'' Nogata
- Lance Kinsey kot poročnik Carl Proctor
- G. W. Bailey kot kapetan Thaddeus Harris
- George Gaynes kot komandant Eric Lassard
- George R. Robertson kot komisar Henry Hurst
- Bobcat Goldthwait kot policist Zed McGlunk
- Colleen Camp kot poročnica Kathleen Kirkland-Tackleberry
- Andrew Paris kot policist Bud Kirkland

### C.O.P. Program
- Derek McGrath kot Milt Butterworth
- Scott Thomson kot narednik Chad Copeland
- Billie Bird kot gospa Lois Feldman
- David Spade kot Kyle Rumford
- Brian Backer kot Arnie Lewis
- Tab Thacker kot Tommy ''House'' Conklin
- Corinne Bohrer kot Laura

### Drugi
- Sharon Stone kot Claire Mattson
- Randall ''Tex'' Cobb kot Zack
- Michael McManus kot Todd
- Arthur Batanides kot gospod Kirkland
- Jackie Joseph kot gospa Kirkland
- Jack Creley kot sodnik
- Kay Hawtrey kot pesnica
- Juliette Cummins kot gledalka rolkarjev
- TJ Scott kot bančni ropar
- Paul Maslansky kot oskrbnik doma upokojencev
- Nekaj prizorov so posneli tudi rolkarji Steve Caballero, Chris Miller, Tommy Guerrero, Lance Mountain, Mike McGill in Tony Hawk.

## Glasba
Založba Motown Records je izdala album z glasbo iz filma na plošči in kaseti. Do leta 2013 je bil to edini film iz te filmske serije, ki je imel izdan album s filmsko glasbo.
1. Rock the House - Darryl Duncan (5:29)
2. It's Time to Move - S.O.S. Band (3:19)
3. Dancin' Up a Storm - Stacy Lattisaw (3:29)
4. Let's Go to Heaven in My Car - Brian Wilson (3:30)
5. The High Flyers (Police Academy Theme - Montage) - Robert Folk (2:04)
6. Citizens on Patrol - Michael Winslow And The L.A. Dream Team (4:16)
7. Rescue Me - Family Dream (4:54)
8. I Like My Body - Chico DeBarge (3:56)
9. Winning Streak - Garry Glenn (3:12)
10. Shoot for the Top - Southern Pacific (2:46)

## Sprejem

### Zaslužek
Film je debitiral na prvem mestu na tedenski lestvici zaslužkov ameriških filmov in skupaj zaslužil preko 28 milijonov dolarjev. Po vsem svetu je prinesel več kot 76 milijonov dolarjev zaslužka.

### Kritike
Na strani Rotten Tomatoes ima film redko oceno 0 % na podlagi mnenj 20 kritikov s povprečno oceno 2,26/10. Konsenz kritik na strani pravi, da je Policijska akademija 4 »popolnoma temeljito osupljivo nesmešna« in da »pošilja nekoč neškodljivo franšizo v agonizirajoče nove globine.« Na strani Metacritic ima oceno 26 % na podlagi mnenj osmih kritikov, kar kaže na splošno neugoden sprejem. Občinstvo je na strani CinemaStore filmu dalo oceno B-.
Janet Maslin iz The New York Times je zapisala: »Zdi se, da je serija Policijska akademija namenjena vse mlajši množici. Optimalen gledalec Policijske akademije 4 bi bil 10-letni deček. Še bolje, če bi bil cel kup dečkov. To ne pomeni, da film ni smešen, pomeni le, da je obravnavani smisel za humor zelo specifičen. Izogibajte se ga, če iščete salonsko farso.«
Film je bil nominiran za zlato malino za najslabšo izvirno pesem Let's Go to Heaven in My Car. To je bil edini film v celotni filmski seriji Policijska akademija nominiran za to ''nagrado''.